# Барфлер
Барфле́р (фр. Barfleur) — портове місто та одноіменний муніципалітет у Франції, у регіоні Нормандія, департамент Манш. Населення — 546 осіб (01.01.2021).
Назва міста має норманську етимологію. скандинавське Barm- означає виступ, мис, а -fleur (скандинавське Floth) означає річка.
Місто розташоване на відстані близько 280 км на захід від Парижа, 85 км на північний захід від Кана, 65 км на північ від Сен-Ло.

## Історія
До 2015 року муніципалітет перебував у складі регіону Нижня Нормандія. Від 1 січня 2016 року належить до нового об'єднаного регіону Нормандія.

## Демографія
Динаміка населення (INSEE ):
Розподіл населення за віком та статтю (2006):
| Стать | Всього | До 15 років | 15-24 | 25-44 | 45-64 | 65-85 | Понад 85 |
| --- | ------ | ----------- | ----- | ----- | ----- | ----- | -------- |
| Чоловіки | 308    | 52          | 24    | 60    | 92    | 68    | 12       |
| Жінки | 352    | 28          | 32    | 64    | 84    | 108   | 36       |
| \| Статево-вікова піраміда \| Статево-вікова піраміда \| Статево-вікова піраміда \| \| ----------------------- \| ----------------------- \| ----------------------- \| \| Чоловіки \| Вік \| Жінки \| \| 12 \| 85 + \| 36 \| \| 8 \| 80-84 \| 28 \| \| 16 \| 75-79 \| 32 \| \| 32 \| 70-74 \| 36 \| \| 12 \| 65-69 \| 12 \| \| 32 \| 60-64 \| 20 \| \| 28 \| 55-59 \| 36 \| \| 16 \| 50-54 \| 16 \| \| 16 \| 45-49 \| 12 \| \| 24 \| 40-44 \| 12 \| \| 20 \| 35-39 \| 24 \| \| 8 \| 30-34 \| 12 \| \| 8 \| 25-29 \| 16 \| \| 12 \| 20-24 \| 0 \| \| 12 \| 15-20 \| 32 \| \| 12 \| 10-14 \| 12 \| \| 20 \| 5-9 \| 8 \| \| 20 \| 0-4 \| 8 \| |        |             |       |       |       |       |          |
| Статево-вікова піраміда |        |             |       |       |       |       |          |
| Чоловіки | Вік    | Жінки       |       |       |       |       |          |
| 12 | 85 +   | 36          |       |       |       |       |          |
| 8 | 80-84  | 28          |       |       |       |       |          |
| 16 | 75-79  | 32          |       |       |       |       |          |
| 32 | 70-74  | 36          |       |       |       |       |          |
| 12 | 65-69  | 12          |       |       |       |       |          |
| 32 | 60-64  | 20          |       |       |       |       |          |
| 28 | 55-59  | 36          |       |       |       |       |          |
| 16 | 50-54  | 16          |       |       |       |       |          |
| 16 | 45-49  | 12          |       |       |       |       |          |
| 24 | 40-44  | 12          |       |       |       |       |          |
| 20 | 35-39  | 24          |       |       |       |       |          |
| 8 | 30-34  | 12          |       |       |       |       |          |
| 8 | 25-29  | 16          |       |       |       |       |          |
| 12 | 20-24  | 0           |       |       |       |       |          |
| 12 | 15-20  | 32          |       |       |       |       |          |
| 12 | 10-14  | 12          |       |       |       |       |          |
| 20 | 5-9    | 8           |       |       |       |       |          |
| 20 | 0-4    | 8           |       |       |       |       |          |

## Економіка
2010 року серед 305 осіб працездатного віку (15—64 років) 212 були активними, 93 — неактивними (показник активності 69,5%, у 1999 році було 67,5%). З 212 активних мешканців працювали 184 особи (101 чоловік та 83 жінки), безробітними було 28 (10 чоловіків та 18 жінок). Серед 93 неактивних 16 осіб було учнями чи студентами, 46 — пенсіонерами, 31 була неактивною з інших причин.

У 2010 році в муніципалітеті числилось 331 оподатковане домогосподарство, у яких проживали 632,0 особи, медіана доходів виносила 14 949 євро на одного особоспоживача

## Уродженці
- Стефан Рено (* 1968) — французький бадмінтоніст.

## Галерея

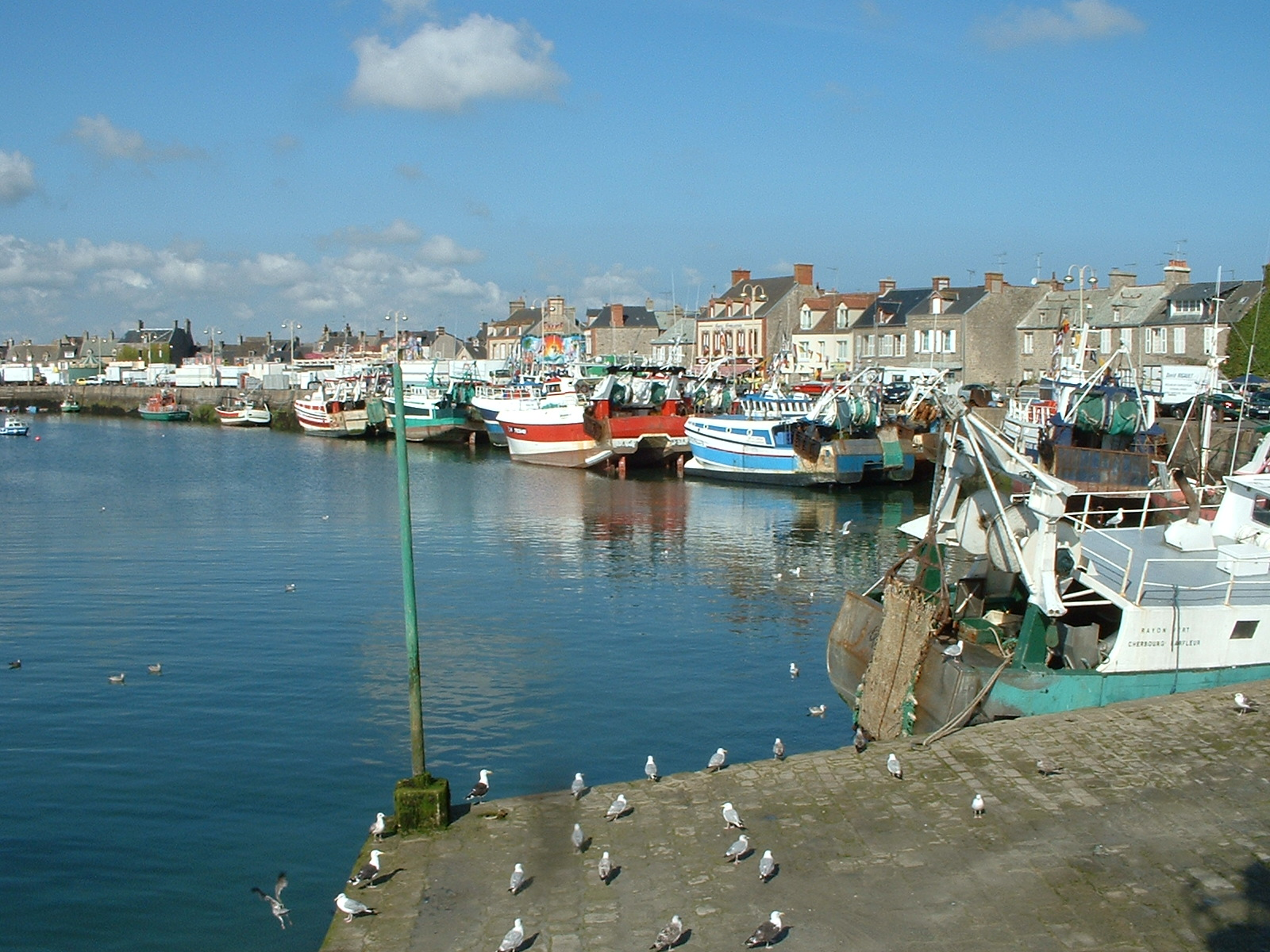
Порт
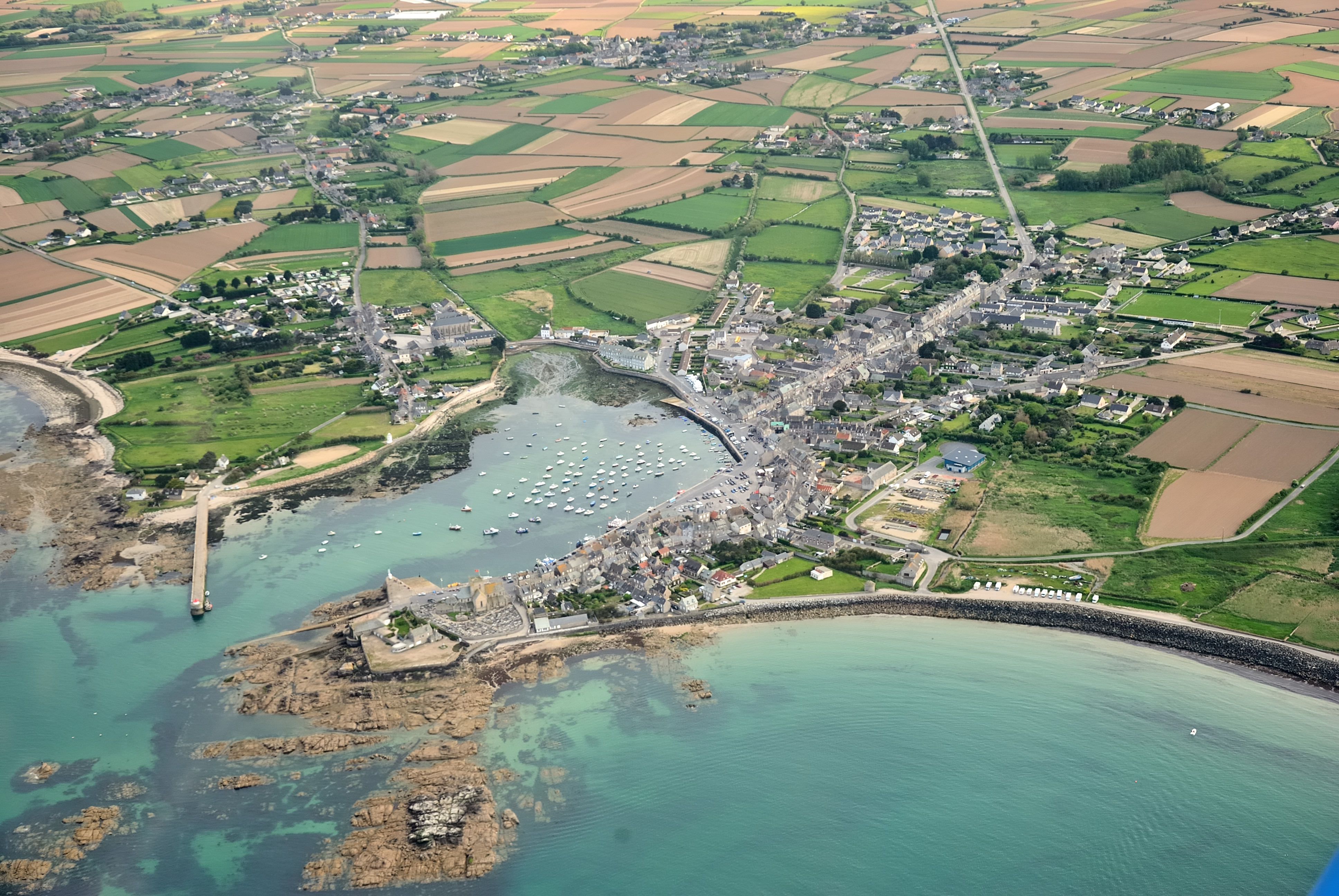
Порт та місто з повітря